# Digitaria stenostachya
Digitaria stenostachya är en gräsart som beskrevs av Dorothy Kate Hughes. Digitaria stenostachya ingår i släktet fingerhirser, och familjen gräs. Inga underarter finns listade i Catalogue of Life.